# Scott McCloud

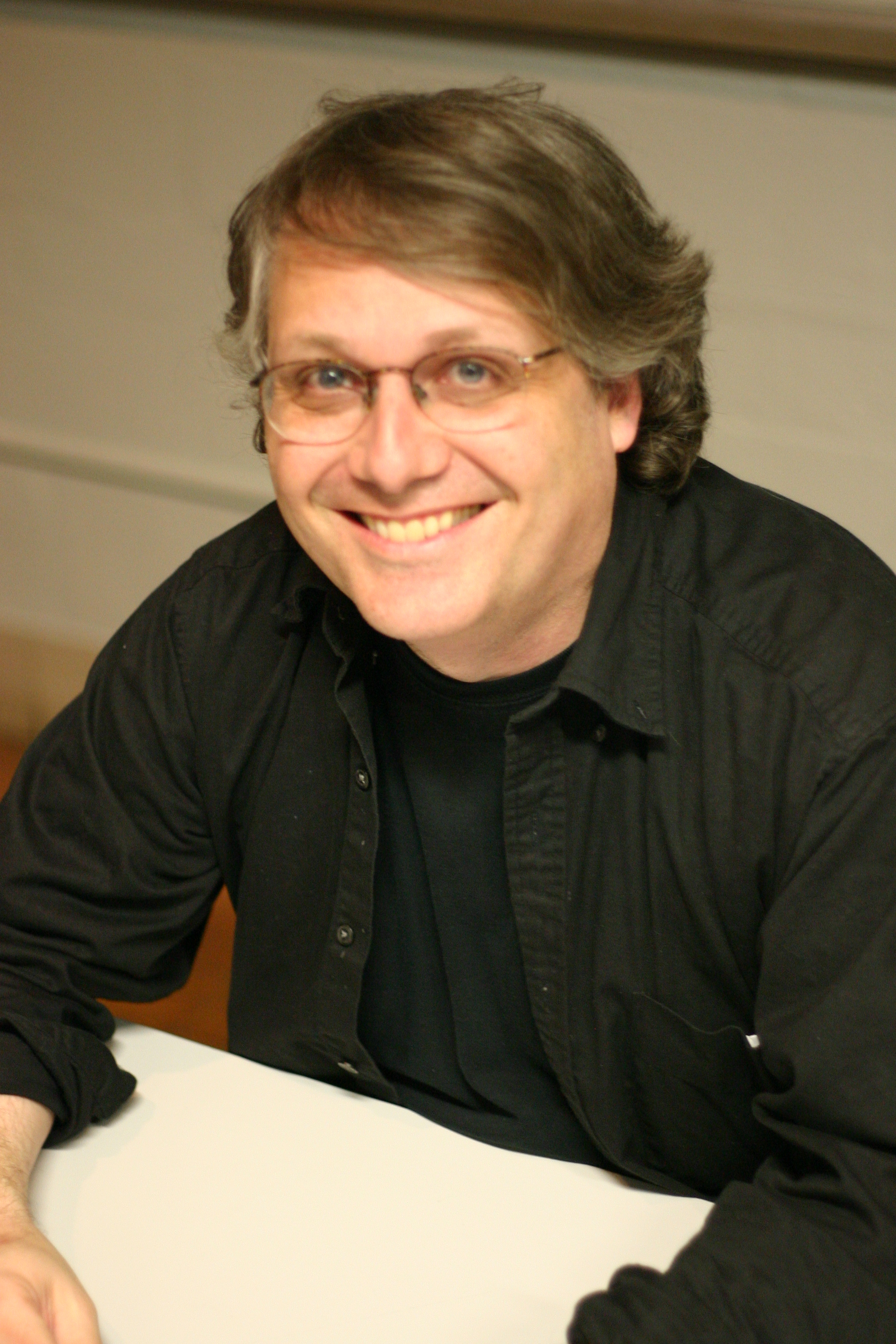
Scott McCloud (2007)

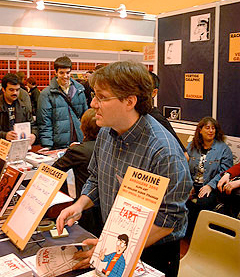
McCloud auf dem internationalen Comicfestival 2000 in Angoulême

Scott McCloud (eigentlich Scott McLeod; * 10. Juni 1960 in Boston, Massachusetts, USA) ist ein US-amerikanischer Comic-Künstler und -Theoretiker. Weltberühmt wurde McCloud durch seine theoretischen Werke zum Comic, die er als Sach-Comic produzierte: Comics richtig lesen von 1993 (neu bearbeitet 2001) und Comics neu erfinden – Wie Vorstellungskraft und Technologie eine Kunstform revolutionieren von 2000. 2015 erschien McClouds Graphic Novel The Sculptor (deutsch Der Bildhauer). Wegen seiner Leistungen im Bereich des Comics betitelte die New York Times McCloud als »Marshall McLuhan des Comic«.

## Leben
Nach dem Besuch des College begann er 1982 bei dem Comic-Verleger DC, konnte seinen ersten eigenen Comic dort aber nicht unterbringen, da er nicht auf Urheber- und Lizenz-Rechte verzichten wollte. Seine Superhelden-Reihe Zot entstand deshalb bei einem Independent-Verlag. Neben seiner Comic-Tätigkeit ist McCloud Dozent für digitale Medien am M.I.T. Media Lab und am Smithsonian  Institut. Er lebt mit Frau und zwei Kindern in Kalifornien.

## Leistungen
In seinem bis heute wichtigsten Buch, Comics richtig lesen untersucht er in Form eines fortlaufenden Comics die Theorie des Mediums Comic. Durch die Kongruenz von Inhalt und Form erhalten seine theoretischen Erklärungen unmittelbare Bildkraft und Verständlichkeit. Nach einer Einführung in die Geschichte des Mediums Comic im Besonderen sowie in die Grundlagen visueller und sequentieller Ästhetik, Kommunikation und Narration im Allgemeinen beschreibt er dessen Wirkung auch im Verhältnis zu anderen Kunst-Formen und zeigt ganz nebenbei dessen Magie und Vielfältigkeit auf. Das Werk zählt heute, neben Will Eisners Comics and Sequential Art, zu den Standardwerken der Comicforschung.
Comics neu erfinden von 2000 umfasst die Comic-Entwicklungen der 1980er und 1990er Jahre, die das Medium in eine Krise stürzten, und lässt den Autoren nach möglichen Auswegen durch die digitale Revolution forschen. Er macht sich Gedanken um die Weiterentwicklung des Comics als interaktives Medium im Zeitalter des Internets. Diese Arbeit wurde und wird stark kontrovers diskutiert. Auf seiner Internetseite demonstriert er die praktischen Möglichkeiten, die das Internet dem Comic bietet und plädiert dafür, dieselben auch auszuschöpfen.
Scott McCloud ist der Erfinder der 24-Stunden-Comics. Bei dieser Variante des Comic-Zeichnens geht es darum, einen kompletten 24-Seiten-Comic im Verlauf von 24 Stunden zu zeichnen.

## Deutschlandaufenthalte
Zuletzt war McCloud im März 2013 zu Gast in Berlin, wo er an einem Comickongress des Internationalen Literaturfestivals Berlin teilnahm, außerdem im März 2015, wo er seine Graphic Novel The Sculptor bei einer Sonderveranstaltung des Internationalen Literaturfestivals Berlin und auf der Leipziger Buchmesse vorstellte. 2015 war er außerdem Jurymitglied der Auszeichnung Das außergewöhnliche Buch, ebenfalls beim internationalen Literaturfestival Berlin.

## Werke (Auswahl)

### Comics
- Zot!
- Destroy!!
- Superman Adventures 2–13[2]

### Comics richtig lesen
- Comics richtig lesen (Understanding Comics: The Invisible Art, Tundra Publishing 1993). 1. Auflage. Carlsen, Hamburg 1994 ISBN 3-551-72113-0
- Comics richtig lesen – Die unsichtbare Kunst. 5. Auflage, veränderte Neuausgabe. Carlsen, Hamburg 2001 ISBN 3-551-74817-9

### Comics neu erfinden
- Comics neu erfinden – Wie Vorstellungskraft und Technologie eine Kunstform revolutionieren (Reinventing Comics: How Imagination and Technology Are Revolutionizing an Art Form, Paradox Press 2000). 1. Auflage. Carlsen, Hamburg 2001 ISBN 3-551-74793-8

Dieser Band ist ein Comic-Sachbuch über das Medium Comic.
Auf über 240 Seiten beschreibt McCloud die in den 1980er und 1990er Jahren entstandene Krise des amerikanischen Comics und sucht nach Auswegen. Dabei beschreibt er, welche Auswirkungen die digitale Revolution auf dieses Medium haben werden.
Im ersten Teil („Windmühlen und Riesen“) stellt der Autor jene neun Revolutionen vor, die seine Generation von Comic-Autoren angefangen, aber noch nicht vollendet habe:
- Comic als Literatur
- Comic als Kunst
- Urheberschutz
- Produktionsbedingungen
- Öffentliche Wahrnehmung
- Aufklärung der Institutionen
- Gleichberechtigung der Geschlechter
- Repräsentation gesellschaftlicher Minderheiten
- Differenzierung der Genres

Der zweite Abschnitt ("Die Welle nehmen") konzentriert sich auf die Möglichkeiten und Herausforderungen, denen sich das Medium im Angesicht der technischen Veränderungen zu stellen habe:
- Digitale Produktion (Die Produktion von Comics mit digitalen Mitteln)
- Digitale Verbreitung  (Die Verbreitung von Comics mit digitalen Mitteln)
- Digitale Comics (Die Entwicklung von Comics mit digitalen Comics)

Das Buch erschien im Jahr 2000 und ist in Deutschland im Carlsen Verlag erhältlich. Es ist eine Weiterführung von Scott McClouds erstem Sach-Comic „Comics richtig lesen – Die unsichtbare Kunst“.

### Comics machen
- Comics machen – Alles über Comics, Manga und Graphic Novels (Making Comics: Storytelling Secrets of Comics, Manga and Graphic Novels, HarperCollins 2006). 1. Auflage. Carlsen, Hamburg 2007 ISBN 978-3-551-78649-4

Dieser Band ist eine Analyse der Erstellung und eine Einführung in die Erstellung von Comics. Es werden unter anderem die Werkzeuge des Comiczeichners, die Vertriebswege (z. B. Print und Webcomic) sowie Zeichentechniken vorgestellt.
Es ist kein direkter Nachfolger der oben genannten Bücher, da es sich mehr auf das Handwerk bezieht und eher ein Lehrbuch ist als dass es Comic wissenschaftlich analysieren will. Stilistisch auffällig im Vergleich zu McClouds früheren Sachcomics sind die Zwischenabschnitte, Anmerkungen zu dem vorangehenden Kapitel, die nicht als Comic ausgeführt wurden.